# Cittanova (Veneto)
Cittanova (Citanova [t͡siˌtaˈnɔva] in veneto) è un centro abitato della città metropolitana di Venezia, diviso tra i comuni di San Donà di Piave (che lo considera come frazione) ed Eraclea (che lo classifica come località). Il confine tra i due comuni è segnato dal canale Ramo.
L'attuale abitato, sorto dopo le bonifiche concluse nel Novecento, è l'erede di un centro ben più antico, tra i più importanti della Laguna Veneta medievale.

## Storia

### LaCivitas Nova Heracliana
Cittanova fu fondata all'inizio del IX secolo come Civitas Nova Heracliana (Nuova Città di Eraclea) sulle rovine dell'antica Heraclia, distrutta durante gli scontri tra le fazioni rivali dei filo-franchi e dei filo-bizantini (804) e quindi da Pipino (810). L'iniziativa venne dal doge Angelo Partecipazio, di famiglia eracleense, che vi fece costruire un palazzo di villeggiatura.
Il nuovo centro mancava però di un sistema difensivo adeguato, e gli assalti ricominciarono: nell'880 fu devastata dagli Slavi, nel 900 fu la volta degli Ungari; a ciò si aggiunsero pestilenze ed alluvioni. A poco servirono dunque gli interventi dei dogi, che speravano in un ritorno all'antico splendore.
Nel corso del X secolo, durante un periodo di tensione tra il ducato di Venezia e il Sacro Romano Impero, Cittanova fu soggetta al vescovo di Belluno (nonostante ospitasse una diocesi sin dai tempi di Heraclia). Nonostante la riappacificazione tra doge e imperatore, i vescovi restituirono il territorio solo nel 996, quando intervenne lo stesso Ottone III. Il 7 gennaio 999 lo stesso imperatore estese l'influenza della diocesi locale aggiungendovi nuovi possedimenti sino alle Mussette e alle Grassaghe (verso l'odierna San Donà di Piave), sino ad allora dipendenti dalla diocesi di Treviso.
Ottone concesse anche il permesso di ampliare le difese di Cittanova con un sistema di torri di guardia contro le scorrerie dei pirati Illirici: la Turris Ducis, la Torre de Mossoni, la Torre da Fin, la Torre de Mezo e la Torre de Caligo.
La fine giunse con la grande alluvione del 1110, quando il Piave mutò il suo corso, finendo per sfociare al Cavallino e trasformando le terre di Cittanova in una palude malarica.

### La scomparsa
In breve tempo, dell'antica città non rimase più nulla, se non la cattedrale di San Pietro, periodicamente visitata in occasione delle solennità religiose dal vescovo, altrimenti residente in Venezia o in uno dei vicini monasteri. La diocesi venne infine soppressa nel 1440 e aggregata al patriarcato di Grado. San Donà passò dalla diocesi di Cittanova a quella di Treviso nel 1334.
Tra il 1543 e il 1664 l'area fu interessata dalle imponenti opere idrauliche ordinate dalla Repubblica di Venezia per evitare l'impaludamento della sua laguna. Il Piave venne deviato e portato a sfociare in un vasto lago artificiale d'acqua dolce nei pressi di Cittanova chiamato Lago della Piave, dove oggi ci sono le frazioni di Passarella e Palazzetto. La situazione sembrava ideale per favorire il rifiorire della zona, ma nemmeno vent'anni dopo un'altra alluvione spinse il fiume ad assumere l'attuale corso e si dovette attendere la fine del primo conflitto mondiale perché si giungesse alla Bonifica di Eraclea.

### Oggi
Oggi Cittanova è una località prettamente agricola. L'attuale chiesa della frazione fu costruita nel 1927 sul terreno donato dall'ingegner Francesco Velluti, come ricordato in una lapide affissa sul muro della Chiesa nel 1940. Nel 1954 il Patriarca di Venezia Angelo Roncalli eresse Cittanova a parrocchia del vicariato di Eraclea con primo parroco don Giovanni Bessegato, già cappellano del Duomo di San Donà.
Molti reperti dell'antica Eraclea-Cittanova sono andati perduti negli anni cinquanta, quando vennero alla luce i basamenti di una chiesa paleocristiana del 639, poi distrutti dai proprietari del terreno. Recenti fotografie aeree hanno confermato che la città si estendeva sulle isole della laguna opitergina poste fra le attuali località di Fiorentina, Fossà, Staffolo e Stretti.

## Idrovora
Posizionata sopra il canale Ramo sorge l'impianto di pompaggio più antico, costruito nel 1905. Se si osserva il livello dell'acqua del retrostante Canale Brian (verso cui le pompe sollevano l'acqua e direttamente comunicante col mare) si nota che i terreni circostanti sono al di sotto del livello del mare. Si tratta dell'impianto a maggior portata del Basso Piave, sulla cui facciata campeggia una lapide che ricorda le illustri origini di Cittanova.
30 settembre 1956»
(Descrizione della lapide)